# موزه داروسازی لتونی
موزه داروسازی لتونی یک موزهٔ پزشکی در ریگا، لتونی است. این موزه در سال ۱۹۸۷ بنیان نهاده شد و در خیابان ریچارد واگنر در ریگا، در یک ساختمان سدهٔ هجدهمی که خودش یک بنای معماری است واقع شده است. این موزه برای درک کردن توسعهٔ داروسازی و داروخانه‌ها در لتونی ساخته شده و مدارک و کتاب‌هایی از سده‌های ۱۷ و ۱۹ میلادی، ابزارهای داروسازی و دستگاه‌های آماده‌سازی دارو دارد که در دهه‌های ۱۹۲۰ و ۱۹۳۰ در لتونی ساخته شدند.